# جلان موراي (سياسي)
جلان موراي (بالإنجليزية: Glen Murray)‏ (و. 1957  م) هو سياسي كندي، ولد في مونتريال، هو عضوٌ في الحزب الليبرالي الكندي.

## مناصب
تولى منصب عضو برلمان مقاطعة أونتاريو (منذ 2010)
- Ministry of Transportation (Ontario) [الإنجليزية]‏..

## التعليم
تعلم في جامعة كونكورديا.